# Жуковщина (Брянская область)
Жуковщина — деревня в Дубровском районе Брянской области, в составе Рябчинского сельского поселения. Расположена в 1,5 км к востоку от посёлка Серпеевский. Население — 13 человек (2010).

## История
Основана в 1920-х гг. (первоначально — посёлок); до 2005 входила в Серпеевский сельсовет (в 1959—1969 — в Алешенском сельсовете).
| Годы      | 1926 | 1979 | 1989 | 2002 | 2010 |
| --------- | ---- | ---- | ---- | ---- | ---- |
| Население | 35   | 43   | 25   | 15   | 13   |